# József Galambos (Politiker)
József Galambos (Geburtsname: József Háner; * 9. Oktober 1921 in Wien; † 31. Juli 1979 im XII. Budapester Bezirk „Hegyvidék“, Budapest) war ein kommunistischer Parteifunktionär und Offizier in der Volksrepublik Ungarn, der zuletzt als Generalmajor (Vezérőrnagy) von 1961 bis 1964 Stellvertretender Innenminister, zwischen 1964 und 1966 Erster Stellvertretender Innenminister sowie von 1966 bis 1973 erneut Stellvertretender Innenminister war.

## Leben

### Berufliche Tätigkeiten, Jugend- und Parteifunktionär
Der als József Háner geborene József Galambos, Sohn von Anna Stevula, wurde nach dem Besuch von vier Klassen der Mittelschule 1935 erst Gehilfe eines Metzgers und danach eines Schmieds. 1938 wurde er Mitglied der Sozialdemokratischen Partei Ungarns MSZDP (Magyarországi Szociáldemokrata Párt) und diente zwischen 1942 und 1944 in der Landwehr (Honvédség). Zugleich nahm er 1943 eine Tätigkeit als Eisendrehergehilfe beim Vereinigten Glühlampen- und Elektrizitätswerk IZZO (Egyesült Izzólámpa és Villamossági Rt) auf. 1944 wurde er Mitglied der Ungarischen Kommunistischen Partei (MKP).
Nach dem Besuch eines sechswöchigen Lehrgangs an der Parteihochschule der Partei der MKP 1945 wurde er Mitarbeiter des Ungarischen Demokratischen Jugendverbandes MÁDISZ (Magyar Demokratikus Ifjúsági Szövetség). Er war zunächst zwischen 1945 und 1946 Sekretär des MÁDISZ-Verbandes im Komitat Pest-Pilis-Solt-Kiskun, danach 1946 Brigadier eine Jugendbrigade in Tatabánya sowie zuletzt zwischen März 1946 und 1947 Ausbilder und stellvertretender Leiter der Organisationsabteilung der MÁDISZ-Zentralverwaltung. Nachdem er 1947 stellvertretender Brigadier in Jugoslawien war, arbeitete er als politischer Mitarbeiter des Ungarischen Nationalen Jugendrates MIOT (Magyar Ifjúság Országos Tanács) sowie zwischen März und Oktober 1948 als politischer Mitarbeiter des Volksverbandes der Ungarischen Jugend MINSZ (Magyar Ifjúság Népi Szövetsége). Nach der Zusammenlegung der Ungarischen Kommunistischen Partei MKP (Magyar Kommunista Párt) mit der MSZDP zur Partei der Ungarischen Werktätigen MDP (Magyar Dolgozók Pártja) am 12. Juni 1948 war er von Oktober 1948 bis Dezember 1950 Instruktreur der Abteilung Massenorganisationen des Zentralkomitees (ZK) der MDP sowie anschließend zwischen Dezember 1950 und 1952 Leiter der Unterabteilung Jugend der ZK-Abteilung Partei und Massenorganisationen. Nachdem er von 1952 bis 1954 die Parteihochschule der MDP absolviert hatte, war er noch zwischen 1954 und 1956 Chefinstrukteur der ZK-Abteilung Partei und Massenorganisationen.

### Aufstieg zum Generalmajor und Stellvertretender Innenminister
Am 1. Juli 1956 wurde Galambos zum Oberstleutnant (Alezredes) ernannt und übernahm daraufhin im Innenministerium (Belügyminisztérium) bis Oktober 1956 den Posten als Leiter der Abteilung BM VI. Nachdem im Zuge der Niederschlagung des Volksaufstandes die Auflösung der bislang eigenständigen Staatsschutzbehörde ÁVO erfolgte und deren Aufgaben als Politische Polizei von der neuen Abteilung BM II Politische Ermittlungen (Politikai Nyomozó) vom Innenministerium übernommen wurden, war er zwischen dem 1. Januar und dem 2. Mai 1957 zunächst stellvertretender Leiter der Abteilung BM II. Danach war er vom 3. Mai 1957 bis zum 12. Februar 1958 stellvertretender Leiter der Politischen Untersuchungsabteilung des Innenministerium und fungierte nach seiner Beförderung zum Oberst (Ezredes) zwischen dem 13. Februar 1958 und 1961 als Leiter der Abteilung BM II.
Daraufhin übernahm József Galambos von 1961 bis 1964 erstmals den Posten als Stellvertretender Innenminister. Im August 1962 kam es zu einer neuerlichen Reorganisation der Staatsschutzaufgaben. Dabei wurde im Innenministerium die Abteilung II Politische Ermittlungen durch die Hauptgruppe BM III Staatssicherheit (Állambiztonsági) als die neue Organisation der politischen Polizei ersetzt. Innerhalb dieser Hauptgruppe wurden fünf Gruppen geschaffen, wobei József Galambos bei gleichzeitiger Beförderung zum Generalmajor (Vezérőrnagy) als erster Leiter der Hauptgruppe III Chef der Staatssicherheit blieb. Diese Organisation umfasste alle ungarischen Geheimdienste mit Ausnahme des militärischen Nachrichtendienstes (MNVK 2. Csoportfőnökség), der als Gruppe 2 dem Generalstab der Ungarischen Volksarmee MNVK (Magyar Néphadsereg Vezérkar) unterstellt war. Den Posten als Leiter der Hauptgruppe BM III bekleidete er bis 1966 und war zudem zwischen 1964 und 1966 Erster Stellvertretender Innenminister. Zuletzt war er von 1966 bis zum 31. Dezember 1973 abermals Stellvertretender Innenminister sowie gleichzeitig Leiter der Hauptgruppe BM IV Personal. Am 31. Dezember 1973 schied er aus dem Dienst des Innenministeriums. Auf dem IX. Parteikongress der Ungarischen Sozialistischen Arbeiterpartei MSZMP (Magyar Szocialista Munkáspárt) (3. Dezember 1966) wurde er zudem Mitglied des ZK der MSZMP.

## Weblink
- Galambos József (Haner József, Háner József). In: Historisches Archiv der Staatssicherheitsdienste (Állambiztonsági Szolgálatok Történeti Levéltára). Abgerufen am 2. März 2023 (ungarisch).